# Estación de El Cerro de Andévalo
El Cerro de Andévalo fue una estación de ferrocarril situada en el municipio español de Calañas, en la provincia de Huelva, aunque sus instalaciones también prestaban servicio a El Cerro de Andévalo. La estación llegó a tener cierta importancia en su momento debido a que constituía un nudo ferroviario en el que se bifurcaban la línea Zafra-Huelva y el ferrocarril minero del Perrunal. En la actualidad sus instalaciones se encuentran totalmente desmanteladas.

## Situación ferroviaria
Las instalaciones se encontraban situadas en el punto kilométrico 122,599 de la línea férrea de ancho ibérico Zafra-Huelva.

## Historia
La estación de El Cerro de Andévalo formaba parte de la línea Zafra-Huelva, que fue inaugurada en 1889. No obstante, el tramo Valdelamusa-Huelva ya había entrado en servicio en 1886. Las obras corrieron a cargo de la Compañía del Ferrocarril de Zafra a Huelva, que también explotaría la línea. En 1901 se construyó un ramal ferroviario que enlazaba las instalaciones de la mina del Perrunal con la línea Zafra-Huelva a través de la estación. Esto convirtió a El Cerro del Andévalo en un nudo ferroviario, disponiendo de un conjunto de instalaciones: edificio de viajeros, cantina, muelle de mercancías, playa de vías, aguadas, etc. A partir de entonces acogieron un importante tráfico ligado a las actividades mineras. En 1941, tras la nacionalización de la red ferroviaria de ancho ibérico, las instalaciones pasaron a manos de la recién creada RENFE. El ramal del Perrunal fue clausurado al servicio en 1969, tras lo cual la estación de El Cerro de Andévalo cayó en declive.
Tras muchos años en desuso, las instalaciones acabarían siendo desmanteladas y la vías levantadas.